# Guiyang
 Guiyang (cinese: 贵阳S, GuìyángP) è una città della Cina, capitale della provincia di Guizhou.

## Geografia fisica

### Territorio
Dal punto di vista geografico, la città sorge a circa 1.100 metri di altitudine al centro della provincia, a est del Yungui Plateau, sulla riva settentrionale del fiume Nanming, diramazione del più importante fiume Wu.

### Clima
Il clima è subtropicale umido, contraddistinto da inverni abbastanza miti e da estati calde, umide e piovose. La temperatura non scende quasi mai al di sotto dello zero, neanche in gennaio, quando mediamente si registrano valori che oscillano tra 9 e 3 gradi; in luglio, invece, le massime salgono fino ad arrivare a sfiorare i 30 gradi, con minime quasi mai inferiori ai 20 anche in giugno e agosto. Il tasso di umidità relativa è molto alto per tutti i dodici mesi dell'anno, anche se è soprattutto in estate, tra la fine di maggio e settembre, che l'afa è fastidiosa e opprimente; una delle cause principali di questo fenomeno sono le improvvise precipitazioni, che non riescono ad abbassare le temperature, ma che in compenso acuiscono sensibilmente la percezione dell'umidità.

## Storia
La fondazione dell'insediamento risale al 1283 d.C., quando sotto la dinastia Yuan venne fondata Shunyuan. Sotto le dinastie Ming (1368-1644) e Qing (1644-1911), la città accrebbe considerevolmente la propria importanza all'interno dello scacchiere geopolitico della Cina centromeridionale, divenendo capoluogo di una prefettura superiore chiamata Guiyang. Il definitivo salto di qualità a livello nazionale fu compiuto al termine della guerra sino-giapponese (1937-1945), quando la città si dotò di fondamentali infrastrutture legate ai trasporti e di diverse industrie. Negli ultimi 50 anni Guiyang si è dotata di tutte le maggiori infrastrutture legate ai trasporti, così che attualmente è molto comoda da raggiungere. L'aeroporto è il Guiyang Longdongbao International Airport, uno scalo di notevoli dimensioni collegato alle maggiori città cinesi e ad alcune importanti capitali asiatiche. Sparse per la città ci sono quattro stazioni ferroviarie, tutte servite dai treni ad alta velocità che consentono di spostarsi rapidamente da e verso le provincie circostanti. Guiyang è anche un importante svincolo autostradale, ideale da raggiungere tramite i tantissimi autobus a lunga percorrenza che ogni giorno fanno la spola con tantissimi centri della regione.

## Società

### Evoluzione demografica
Capitale della spesso trascurata provincia del Guizhou, Guiyang è una metropoli di quasi 4.500.000 abitanti. Dati non ufficiali dicono che nel 2014 la popolazione è incrementata di circa 1.000.000 di abitanti.

## Geografia antropica
Guiyang ha sostanzialmente l'aspetto di un grosso villaggio.
Il suo centro commerciale, che coincide sostanzialmente con l'area più ricca di attrattive, è individuato dalla Zunyi Lu e dalla Zhonghua Lu, due importanti assi viari che si estendono tra la Dusi Lu a sud e la Yanan Lu a nord.

### Suddivisioni amministrative
- Distretto di Nanming
- Distretto di Yunyan
- Distretto di Huaxi
- Distretto di Wudang
- Distretto di Baiyun
- Distretto di Guanshanhu
- Contea di Kaiyang
- Contea di Xifeng
- Contea di Xiuwen
- Qingzhen